# مشعلية سنبلية
مشعلية سنبلية أو رشاد حجري سنبلي (الاسم العلمي:Aethionema spicatum) هي نوع من النباتات تتبع جنس المشعلية من الفصيلة الصليبية.